# (32076) 2000 JA70
2000 JA70 (asteroide 32076) é um asteroide da cintura principal. Possui uma excentricidade de 0.09690960 e uma inclinação de 13.17599º.
Este asteroide foi descoberto no dia 2 de maio de 2000 por LONEOS em Anderson Mesa.